# Monthyon
Pour l’article ayant un titre homophone, voir Monthion.
Monthyon est une commune française située dans le département de Seine-et-Marne en région Île-de-France.

## Géographie

### Localisation
La commune est située à environ 9 km au nord-ouest de Meaux.

### Communes limitrophes
| Saint-Soupplets     | Gesvres-le-Chapitre    |          |
| Le Plessis-l'Évêque | Monthyon               | Barcy    |
|                     | Chauconin-Neufmontiers | Penchard |

### Géologie et relief
La commune est classée en zone de sismicité 1, correspondant à une sismicité très faible.
Monthyon est située en Goële sur une butte.

### Hydrographie

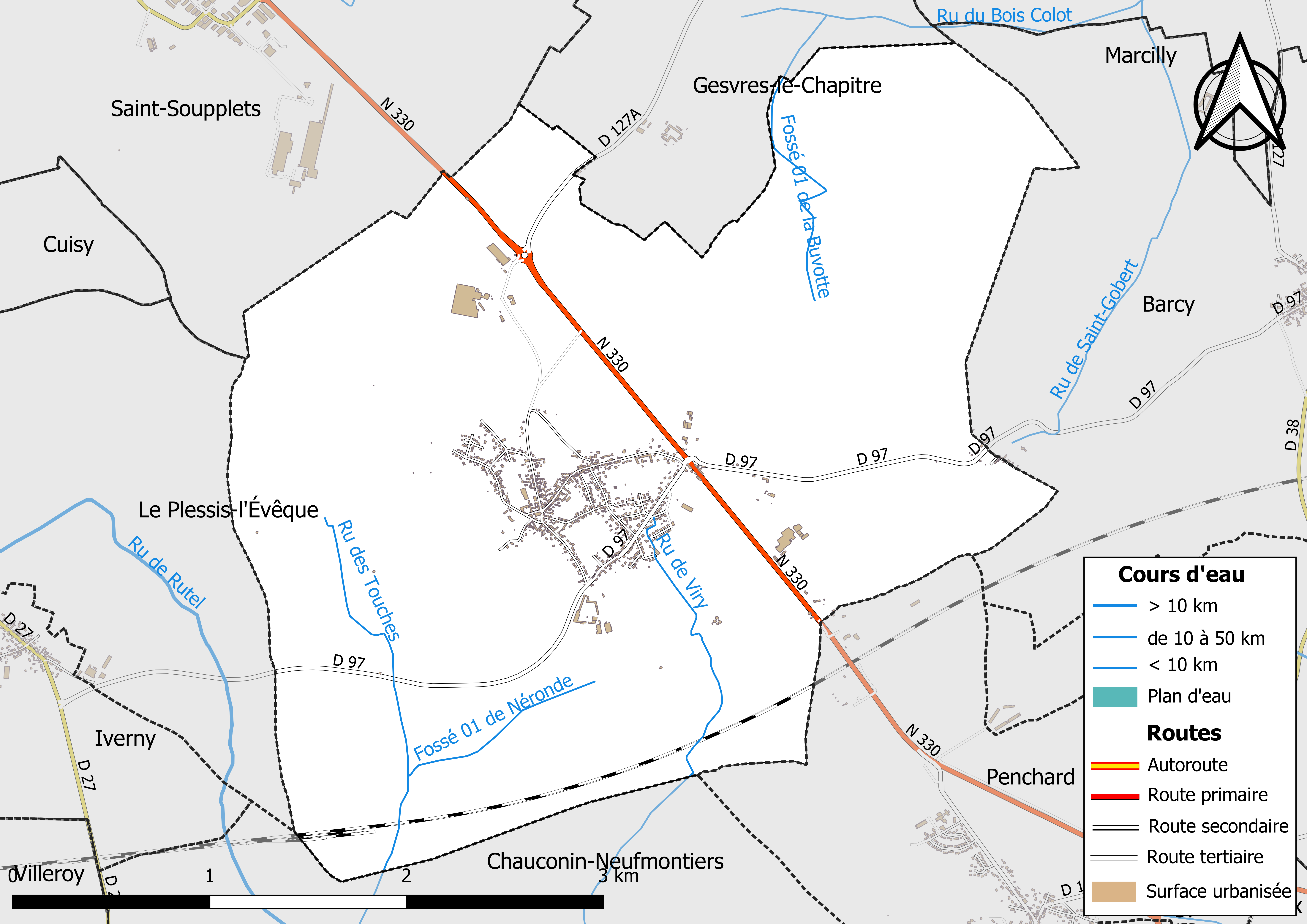
Carte des réseaux hydrographique et routier de Monthyon.

Le réseau hydrographique de la commune se compose de quatre cours d'eau référencés :
- le ru de Viry, long de 4,12 km[2], et ;
- le ru des Touches, long de 2,56 km[3], qui confluent avec le ru de Rutel ;
  - le fossé 01 de Néronde, 1,10 km[4], qui conflue avec le ru des Touches ;
- le fossé 01 de la Buvotte, 1,83 km[5], qui conflue avec le ru du Bois Colot.

La longueur totale des cours d'eau sur la commune est de 6,20 km.

### Climat
Pour des articles plus généraux, voir Climat de l'Île-de-France et Climat de Seine-et-Marne.
En 2010, le climat de la commune est de type climat océanique dégradé des plaines du Centre et du Nord, selon une étude du CNRS s'appuyant sur une série de données couvrant la période 1971-2000. En 2020, Météo-France publie une typologie des climats de la France métropolitaine dans laquelle la commune est exposée à un climat océanique altéré et est dans la région climatique Nord-est du bassin Parisien, caractérisée par un ensoleillement médiocre, une pluviométrie moyenne régulièrement répartie au cours de l’année et un hiver froid (3 °C).
Pour la période 1971-2000, la température annuelle moyenne est de 10,7 °C, avec une amplitude thermique annuelle de 15 °C. Le cumul annuel moyen de précipitations est de 719 mm, avec 11,3 jours de précipitations en janvier et 8,1 jours en juillet. Pour la période 1991-2020, la température moyenne annuelle observée sur la station météorologique la plus proche, située sur la commune du Plessis-Belleville à 11 km à vol d'oiseau, est de 11,4 °C et le cumul annuel moyen de précipitations est de 661,7 mm,. Pour l'avenir, les paramètres climatiques de la commune estimés pour 2050 selon différents scénarios d'émission de gaz à effet de serre sont consultables sur un site dédié publié par Météo-France en novembre 2022.

### Transports en commun
Réseau de bus Roissy Est :
- Ligne 704 (Meaux - Saint-Pathus) ;
- Ligne 711 (Meaux - Moussy-le-Neuf).

### Milieux naturels et biodiversité
Aucun espace naturel présentant un intérêt patrimonial n'est recensé sur la commune dans l'inventaire national du patrimoine naturel,,.

## Urbanisme

### Typologie
Au 1er janvier 2024, Monthyon est catégorisée bourg rural, selon la nouvelle grille communale de densité à sept niveaux définie par l'Insee en 2022.
Elle est située hors unité urbaine. Par ailleurs la commune fait partie de l'aire d'attraction de Paris, dont elle est une commune de la couronne,. Cette aire regroupe 1 929 communes,.

### Lieux-dits et écarts
La commune compte 92 lieux-dits administratifs répertoriés consultables ici dont la Marche, le Château Gaillard, la ferme de l'Hôpital (source : le fichier Fantoir).

### Occupation des sols
L'occupation des sols de la commune, telle qu'elle ressort de la base de données européenne d’occupation biophysique des sols Corine Land Cover (CLC), est marquée par l'importance des territoires agricoles (85,6 % en 2018), une proportion sensiblement équivalente à celle de 1990 (85,3 %). La répartition détaillée en 2018 est la suivante : 
terres arables (85,6% ), zones urbanisées (6,4% ), forêts (3,9% ), mines, décharges et chantiers (2,3% ), zones industrielles ou commerciales et réseaux de communication (1,8 %).
Parallèlement, L'Institut Paris Région, agence d'urbanisme de la région Île-de-France, a mis en place un inventaire numérique de l'occupation du sol de l'Île-de-France, dénommé le MOS (Mode d'occupation du sol), actualisé régulièrement depuis sa première édition en 1982. Réalisé à partir de photos aériennes, le Mos distingue les espaces naturels, agricoles et forestiers mais aussi les espaces urbains (habitat, infrastructures, équipements, activités économiques, etc.) selon une classification pouvant aller jusqu'à 81 postes, différente de celle de Corine Land Cover,,. L'Institut met également à disposition des outils permettant de visualiser par photo aérienne l'évolution de l'occupation des sols de la commune entre 1949 et 2018.

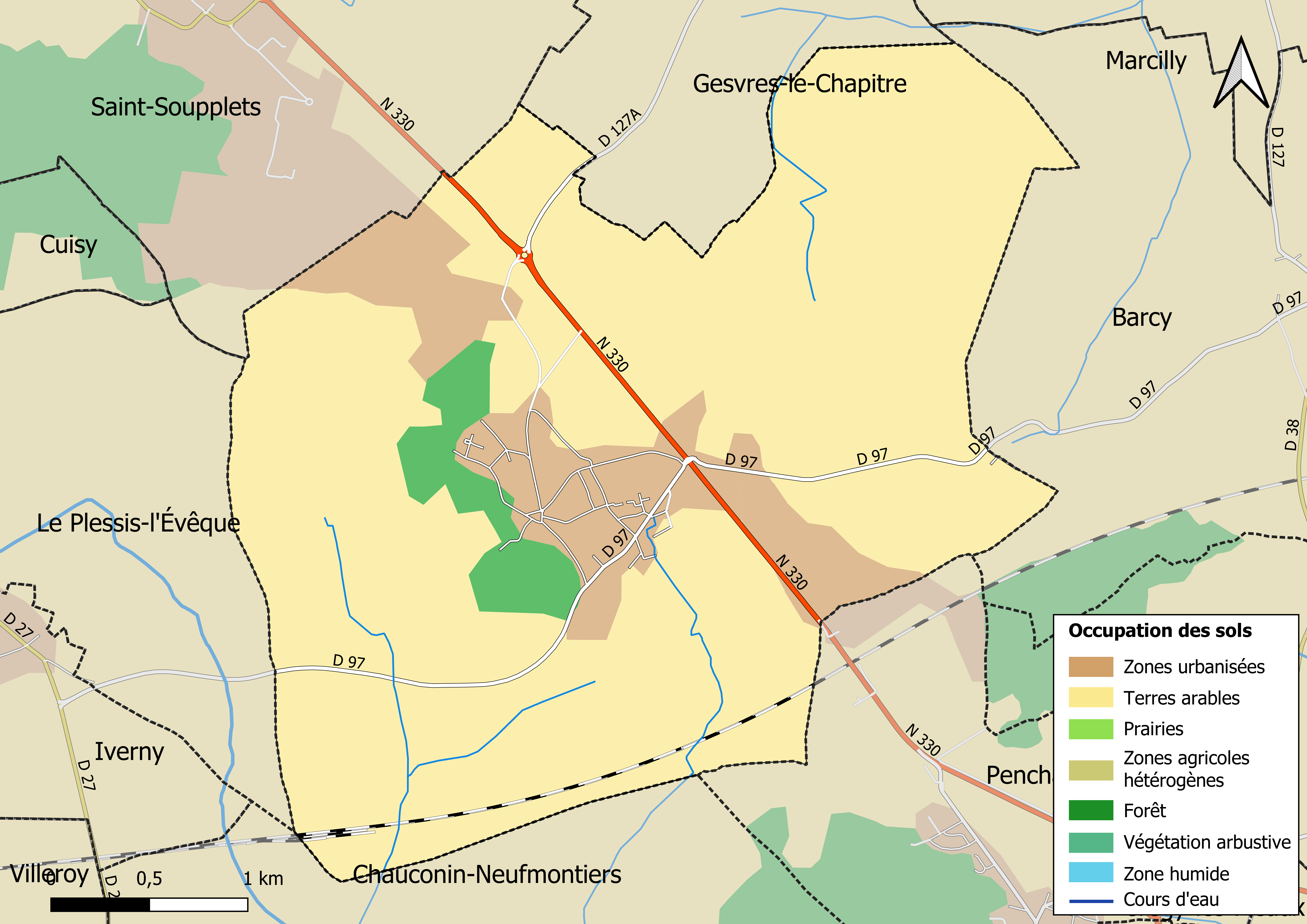
Carte des infrastructures et de l'occupation des sols en 2018 (CLC) de la commune.
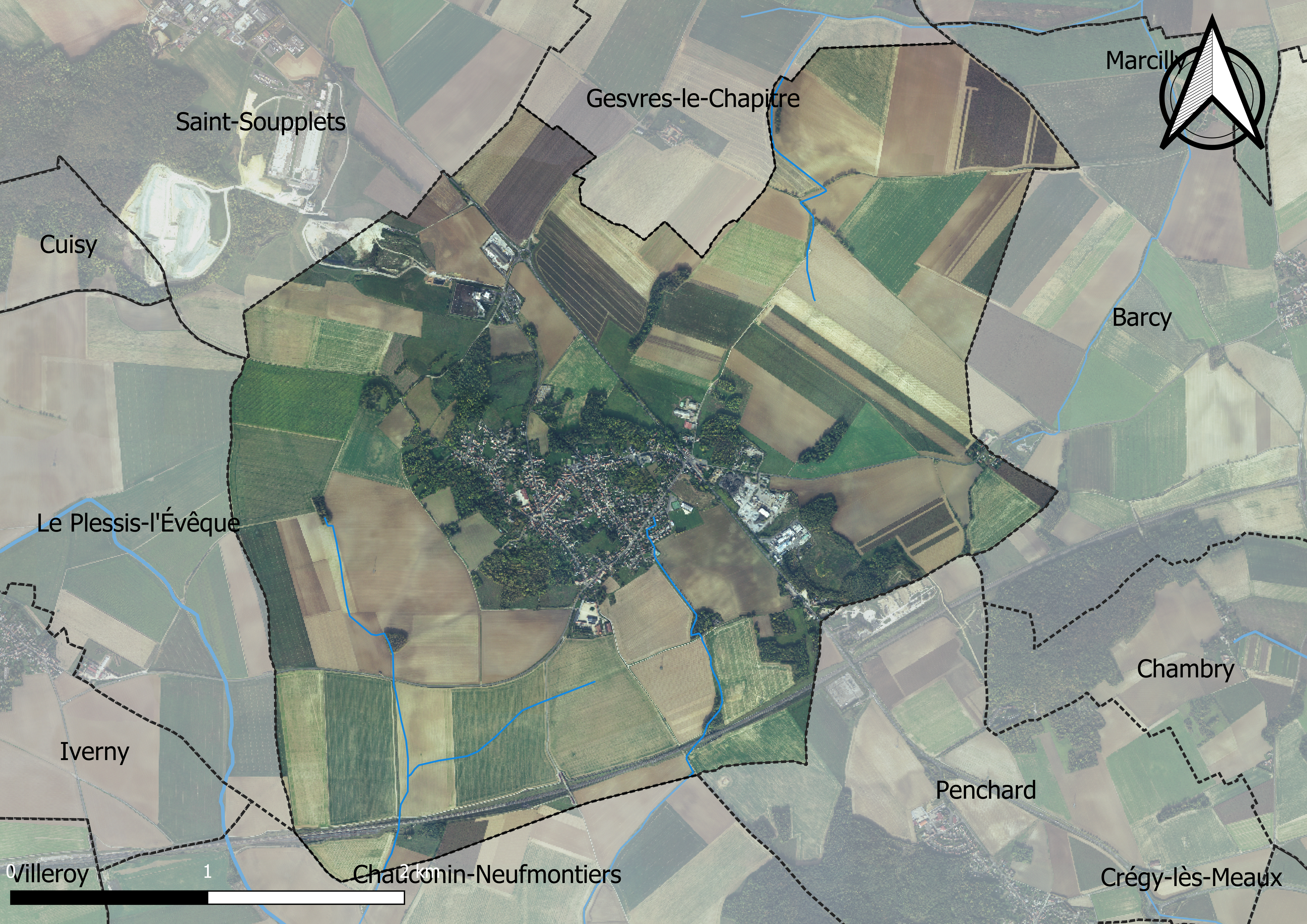
Carte orhophotogrammétrique de la commune.

### Planification
La commune disposait en 2019 d'un plan local d'urbanisme approuvé. Le zonage réglementaire et le règlement associé peuvent être consultés sur le Géoportail de l'urbanisme.

### Logement
En 2016, le nombre total de logements dans la commune était de  656 dont 91,8 % de maisons et 7,3 % d’appartements.
Parmi ces logements, 93,1 % étaient des résidences principales, 1,2 % des résidences secondaires et 5,6 % des logements vacants.
La part des ménages fiscaux propriétaires de leur résidence principale s’élevait à 85,9 % contre 11,9 % de locataires dont, 2 % de logements HLM loués vides (logements sociaux) et, 2,1 % logés gratuitement.

## Toponymie
Mons Ionis (vers 1145) ; Montium (1183) ; Sacerdos de Monte Ivonis (1188) ; Mont Ion (1188) ; Mons Yvonis (XIIe siècle) ; Apud Montoon (1239) ; Territorium de Montyone (1250) ; Mons Yonis (1258) ; De Monte Yono (1263) ; Montion (vers 1265) ; Monthyon (1276) ; Montyon (XIIIe siècle) ; Montyon lez Meaulx (1499).

## Histoire

### Ancien Régime
Mentionné au XIIe siècle, « Mons Ionis ».
Église à la collation de l'abbé de Saint-Faron de Meaux.
Prieuré bénédictin de Saint-Michel en dépendance de l'abbé de Saint-Faron.
Le village accueillait en 1238 une communauté d'hospitaliers réunie à la commanderie de Choisy-le-Temple, dont ne subsiste que la « ferme de l'Hôpital ».
En 1789, Monthyon faisait partie de l'élection de Meaux et de la généralité de Paris et suivait la coutume de Paris[réf. nécessaire].

### Époque contemporaine
C'est de la butte de la Saulorette à Monthyon que la première bataille de la Marne aurait débuté, le 5 septembre 1914 à 12h30. L'armée allemande positionnée de Saint-Soupplets à Monthyon voyant surgir dans la plaine les troupes françaises, décide d'engager le combat par des tirs d'artillerie,.
À cette époque Henri Barbusse et Emile Médard, avec le 231e régiment d'infanterie sont passés à Monthyon en binôme.

## Politique et administration

### Liste des maires
| Période                                  | Période                  | Identité            | Étiquette | Qualité                                                                                       |
| ---------------------------------------- | ------------------------ | ------------------- | --------- | --------------------------------------------------------------------------------------------- |
| Les données manquantes sont à compléter. |                          |                     |           |                                                                                               |
| 1959                                     | 1983                     | Roger Van Houdenove |           |                                                                                               |
| 1983                                     | 1989                     | Jean Dupire         |           | Agriculteur                                                                                   |
| 1989                                     | mars 2014                | Bernard Lefranc     |           | Président du SMITOM                                                                           |
| mars 2014                                | En cours (au 6 mai 2021) | Claude Decuypère    |           | Agriculteur Vice-président de la CA du Pays de Meaux (2020 → ) Réélu pour le mandat 2020-2026 |

## Équipements et services

### Eau et assainissement
L’organisation de la distribution de l’eau potable, de la collecte et du traitement des eaux usées et pluviales relève des communes. La loi NOTRe de 2015 a accru le rôle des EPCI à fiscalité propre en leur transférant cette compétence. Ce transfert devait en principe être effectif au 1er janvier 2020, mais la loi Ferrand-Fesneau du 3 août 2018 a introduit la possibilité d’un report de ce transfert au 1er janvier 2026,.

#### Assainissement des eaux usées
En 2020, la gestion du service d'assainissement collectif de la commune de Monthyon est assurée par  le CA du Pays de Meaux (CAPM) pour la collecte, le transport et la dépollution. Ce service est géré en délégation par une entreprise privée, dont le contrat arrive à échéance le 31 décembre 2029,,.
L’assainissement non collectif (ANC) désigne les installations individuelles de traitement des eaux domestiques qui ne sont pas desservies par un réseau public de collecte des eaux usées et qui doivent en conséquence traiter elles-mêmes leurs eaux usées avant de les rejeter dans le milieu naturel. Le CA du Pays de Meaux (CAPM) assure pour le compte de la commune le service public d'assainissement non collectif (SPANC), qui a pour mission de vérifier la bonne exécution des travaux de réalisation et de réhabilitation, ainsi que le bon fonctionnement et l’entretien des installations,.

#### Eau potable
En 2020, l'alimentation en eau potable est assurée par le SMAEP de Thérouanne, Marne et Morin (TMM) qui en a délégué la gestion à la SAUR, dont le contrat expire le 31 mars 2023,,.
Les nappes de Beauce et du Champigny sont classées en zone de répartition des eaux (ZRE), signifiant un déséquilibre entre les besoins en eau et la ressource disponible. Le changement climatique est susceptible d’aggraver ce déséquilibre. Ainsi afin de renforcer la garantie d’une distribution d’une eau de qualité en permanence sur le territoire du département, le troisième Plan départemental de l’eau signé, le 3 octobre 2017, contient un plan d’actions afin d’assurer avec priorisation la sécurisation de l’alimentation en eau potable des Seine-et-Marnais. À cette fin a été préparé et publié en décembre 2020 un schéma départemental d’alimentation en eau potable de secours dans lequel huit secteurs prioritaires sont définis. La commune fait partie du secteur Meaux.

## Population et société

### Démographie
L'évolution du nombre d'habitants est connue à travers les recensements de la population effectués dans la commune depuis 1793. Pour les communes de moins de 10 000 habitants, une enquête de recensement portant sur toute la population est réalisée tous les cinq ans, les populations de référence des années intermédiaires étant quant à elles estimées par interpolation ou extrapolation. Pour la commune, le premier recensement exhaustif entrant dans le cadre du nouveau dispositif a été réalisé en 2006.

En 2022, la commune comptait 1 747 habitants, en évolution de +2,16 % par rapport à 2016 (Seine-et-Marne : +3,92 %, France hors Mayotte : +2,11 %).
| 1793 | 1800  | 1806 | 1821 | 1831  | 1836  | 1841  | 1846  | 1851  |
| ---- | ----- | ---- | ---- | ----- | ----- | ----- | ----- | ----- |
| 864  | 1 004 | 998  | 972  | 1 068 | 1 044 | 1 046 | 1 041 | 1 017 |

| 1856 | 1861 | 1866 | 1872 | 1876 | 1881 | 1886 | 1891 | 1896 |
| ---- | ---- | ---- | ---- | ---- | ---- | ---- | ---- | ---- |
| 929  | 889  | 887  | 871  | 899  | 838  | 799  | 834  | 799  |

| 1901 | 1906 | 1911 | 1921 | 1926 | 1931 | 1936 | 1946 | 1954 |
| ---- | ---- | ---- | ---- | ---- | ---- | ---- | ---- | ---- |
| 760  | 728  | 758  | 673  | 810  | 923  | 749  | 602  | 754  |

| 1962 | 1968 | 1975 | 1982  | 1990  | 1999  | 2006  | 2011  | 2016  |
| ---- | ---- | ---- | ----- | ----- | ----- | ----- | ----- | ----- |
| 769  | 792  | 858  | 1 039 | 1 176 | 1 337 | 1 604 | 1 644 | 1 710 |

| 2021  | 2022  | - | - | - | - | - | - | - |
| ----- | ----- | - | - | - | - | - | - | - |
| 1 749 | 1 747 | - | - | - | - | - | - | - |

## Économie
- Exploitations agricoles.

### Secteurs d'activité

#### Agriculture
Monthyon est dans la petite région agricole dénommée la « Butte de Damartin », constituée de deux petites enclaves à l'intérieur de la « Goële et Multien », au nord du département. En 2010, l'orientation technico-économique de l'agriculture sur la commune est la culture de céréales et d'oléoprotéagineux (COP).
Si la productivité agricole de la Seine-et-Marne se situe dans le peloton de tête des départements français, le département enregistre un double phénomène de disparition des terres cultivables (près de 2 000 ha par an dans les années 1980, moins dans les années 2000) et de réduction d'environ 30 % du nombre d'agriculteurs dans les années 2010. Cette tendance n'est pas confirmée au niveau de la commune qui voit le nombre d'exploitations augmenter et passer de 5 en 1988 à 6 en 2010. Parallèlement, la taille de ces exploitations augmente, passant de 153 ha en 1988 à 166 ha en 2010.
Le tableau ci-dessous présente les principales caractéristiques des exploitations agricoles de Monthyon, observées sur une période de 22 ans : 
|                                      | 1988 | 2000 | 2010 |
| ------------------------------------ | ---- | ---- | ---- |
| Dimension économique,                |      |      |      |
| Nombre d’exploitations (u)           | 5    | 5    | 6    |
| Travail (UTA)                        | 14   | 10   | 10   |
| Surface agricole utilisée (ha)       | 767  | 837  | 998  |
| Cultures                             |      |      |      |
| Terres labourables (ha)              | 762  | 837  | 998  |
| Céréales (ha)                        | 548  | 515  | 613  |
| dont blé tendre (ha)                 | 354  | 373  | 430  |
| dont maïs-grain et maïs-semence (ha) | 138  | s    | 145  |
| Tournesol (ha)                       | 0    |      |      |
| Colza et navette (ha)                | s    | s    | 107  |
| Élevage                              |      |      |      |
| Cheptel (UGBTA)                      | 90   | 108  | 138  |

## Culture locale et patrimoine

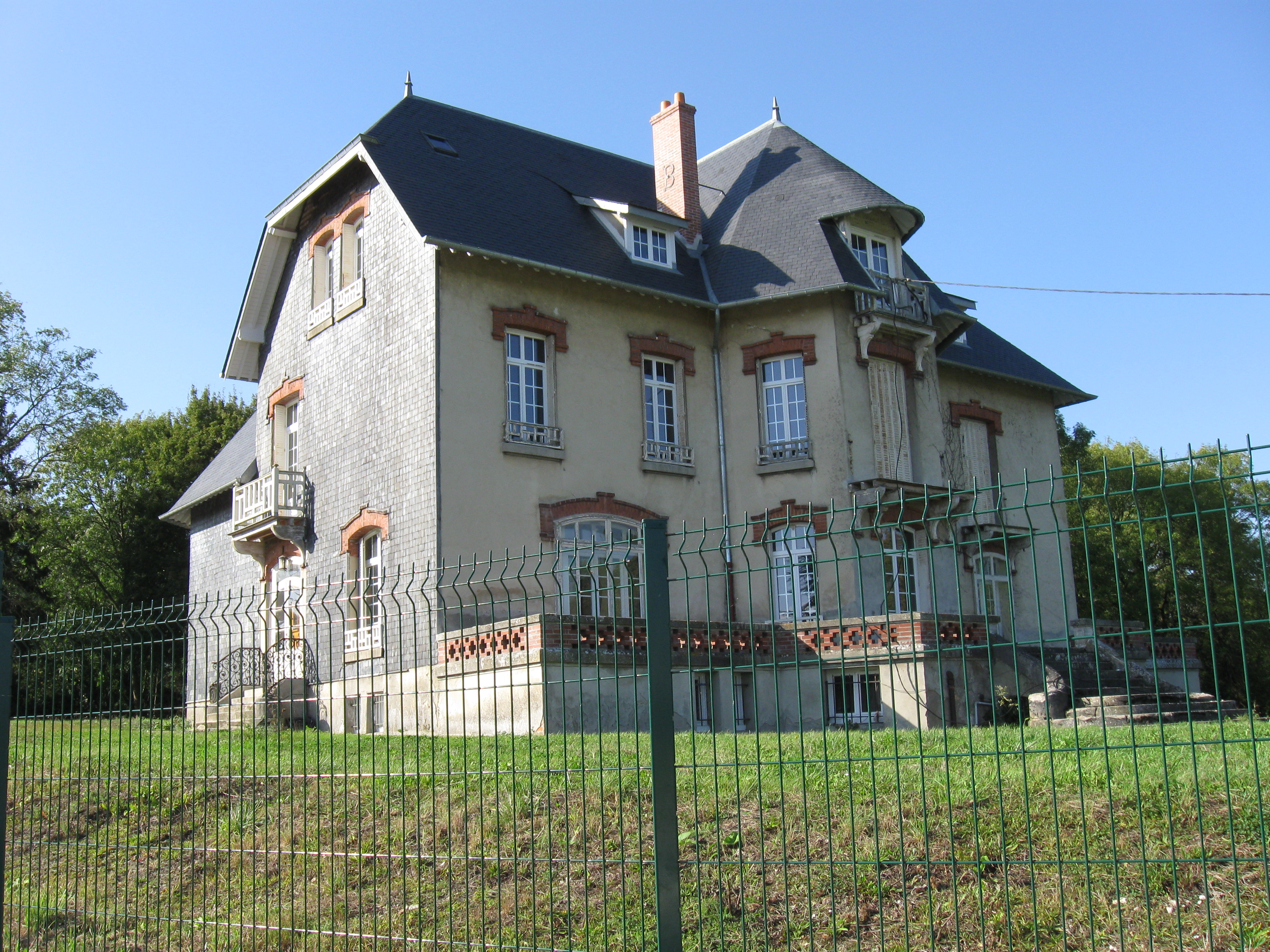
Villa la Grimpette.

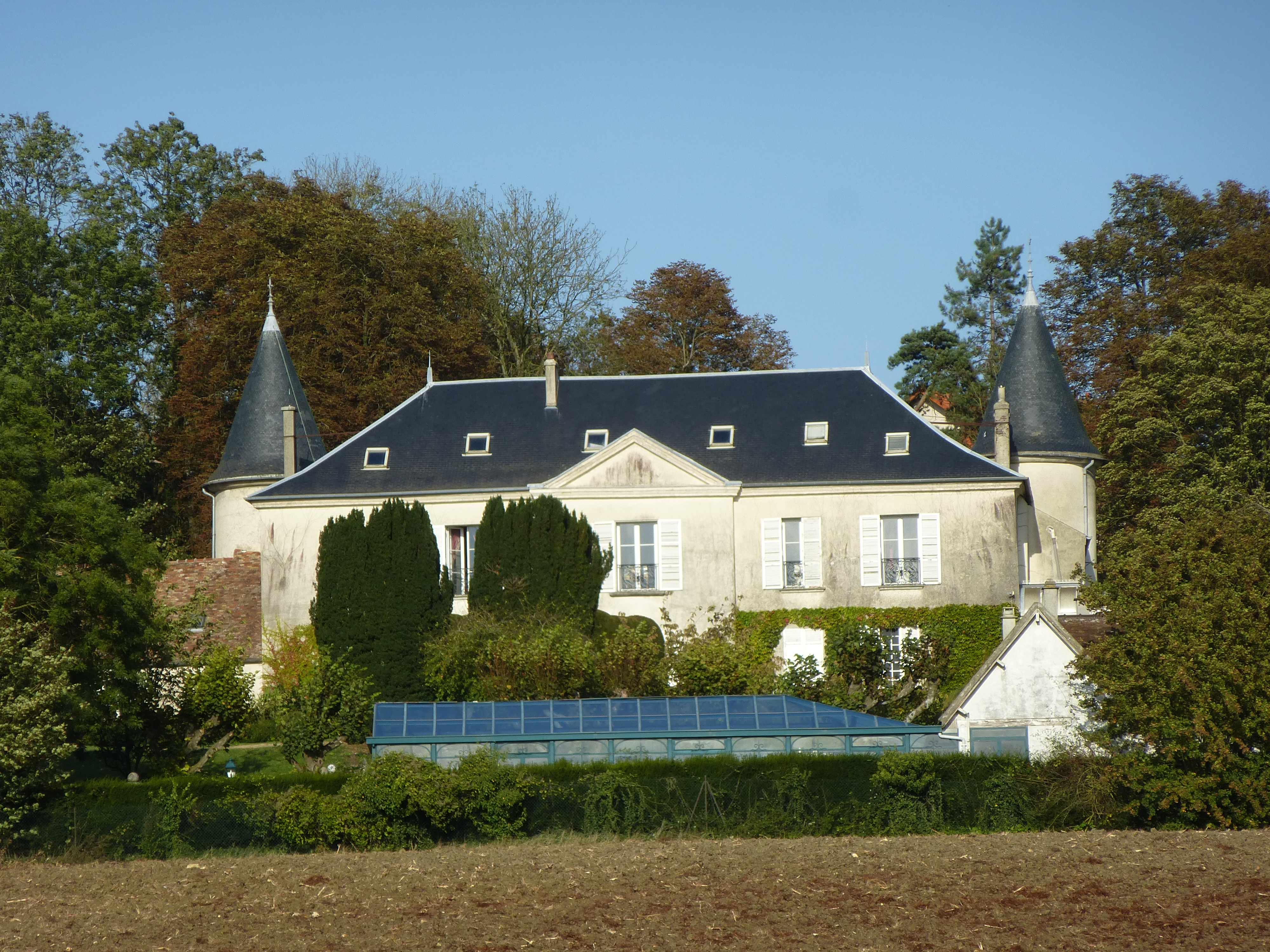
Château de Monthyon.

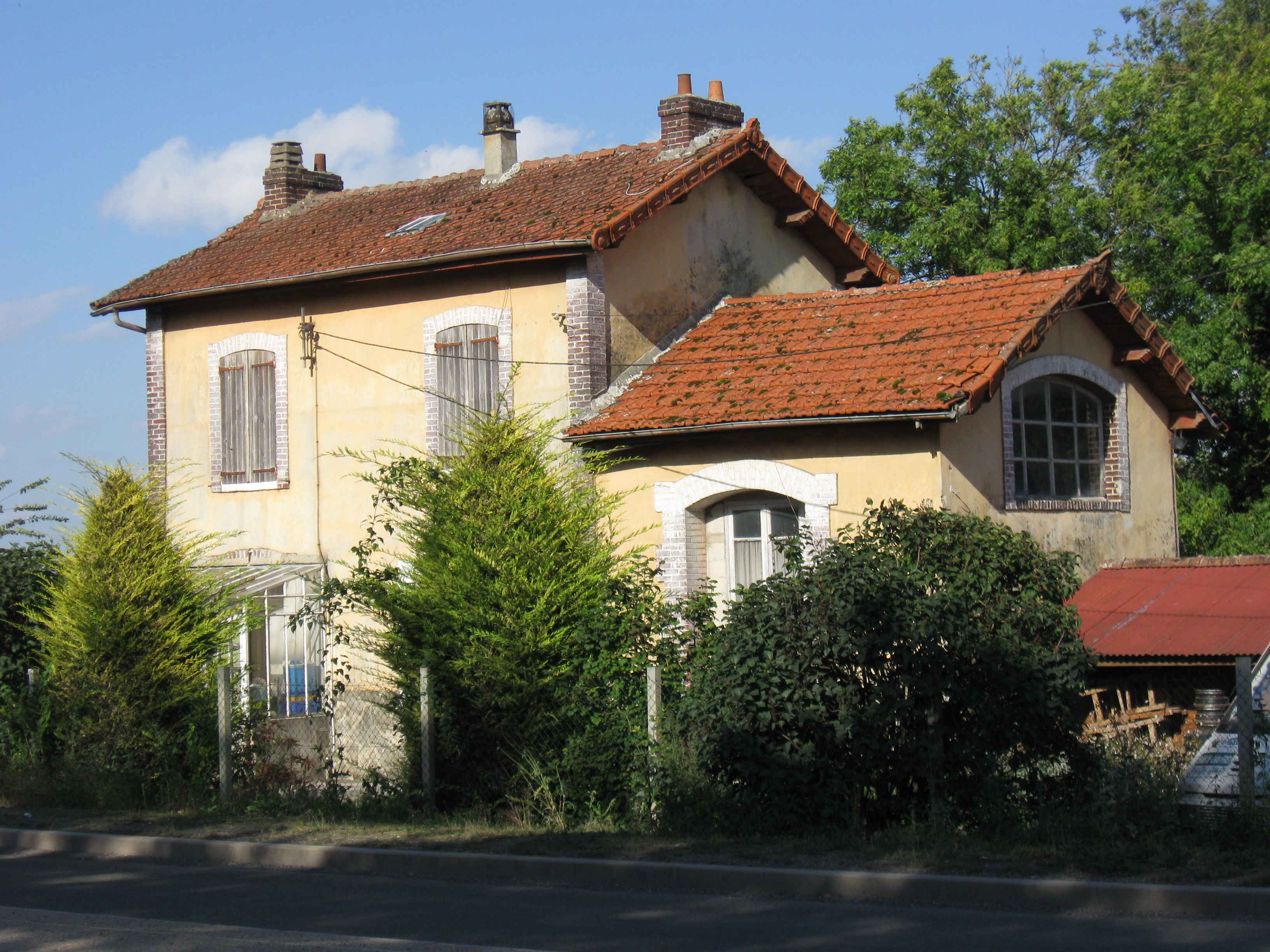
Ancienne gare de Monthyon.

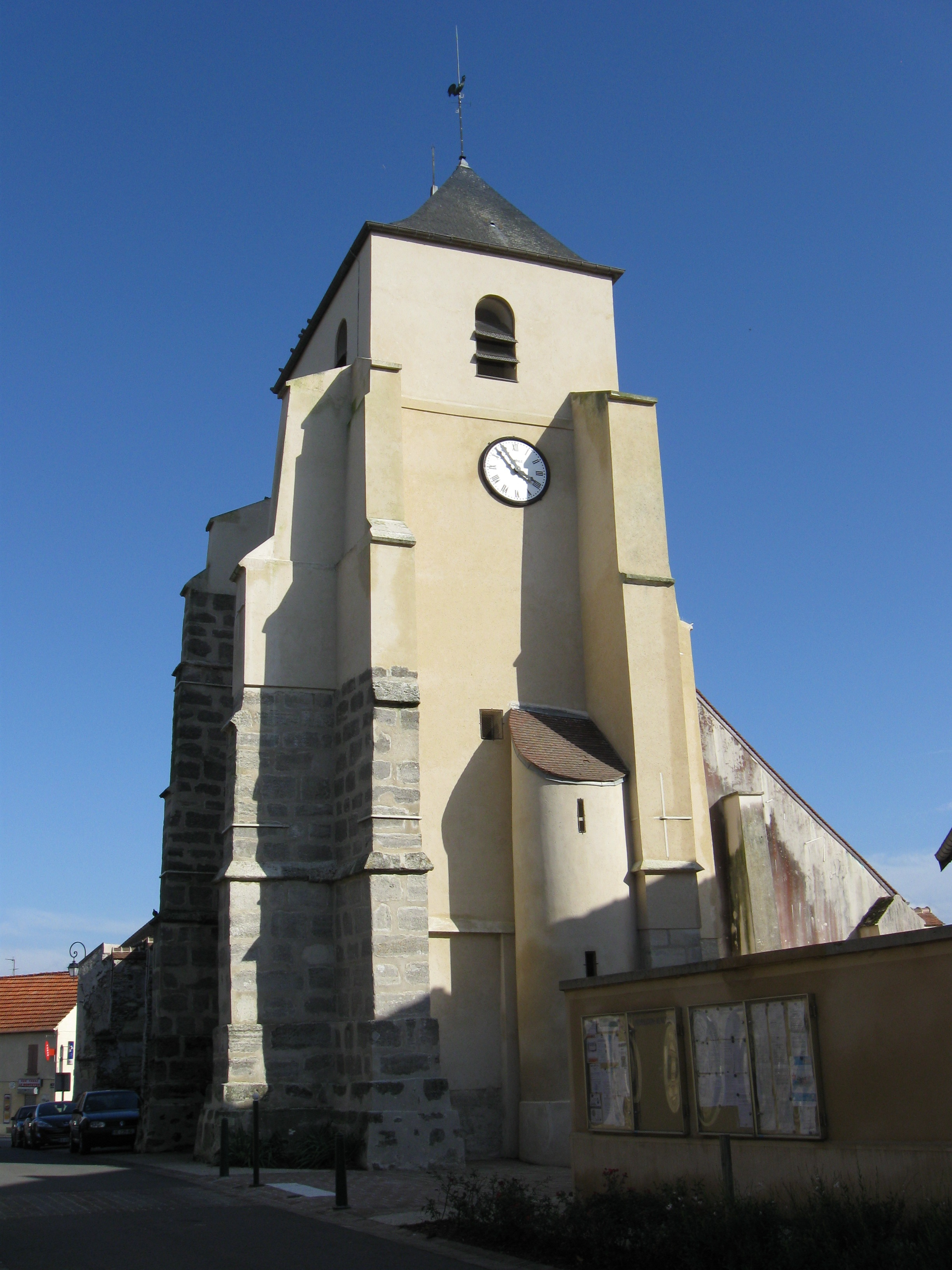
L'église Saint-Georges.

### Lieux et monuments
- Église placée sous le vocable de Saint-Georges, XVIe siècle contient entre autres une statue de « la Vierge à l'Enfant » classée au titre d'objet[48],
- Statue d'Antoine Auget de Montyon par François Joseph Bosio classée au titre d'objet[49], (devant l'église).
- Château de Monthyon, XVIIe et XVIIIe siècles de style Louis XIV édifié sur les ruines d'un château fort du XIIe siècle, situé place Carruel, face à la Mairie. Acquis en 1959 par Jean-Claude Brialy, il est cédé à la ville de Meaux en 2006[50]. Les scènes finales du film Le Cercle rouge sont tournées dans le parc du château.
- La « Ferme de l'hôpital », autrefois commanderie des hospitaliers, avait pour vocation d'héberger les pèlerins et leurs chevaux sur leur route. D'où les écuries restantes et une ancienne chapelle aujourd'hui détruite.

On a pu retrouver des plans attestant de l'existence d'une chapelle à la ferme de l'hôpital dans les années 1600. Celle-ci aurait été détruite par la suite au moment de la Révolution.
- La villa La Grimpette[51] , 57 ter, rue de la République, était un lieu de rencontres artistiques du début de XIXe siècle.

En tant que maison du peintre Eugène Boch, elle hébergeait une de plus importantes collections de tableaux impressionnistes de son temps dont des tableaux de Vincent van Gogh, Henri de Toulouse-Lautrec, Pablo Picasso, Henri Matisse, Émile Bernard, Anna Boch (sœur du peintre).
En 1941 plus de 700 tableaux, aujourd'hui dispersés dans les plus grandes collections et musées du monde, se trouvaient dans la villa. Les œuvres de Van Gogh se trouvent au Musée d'Orsay à Paris, au Musée Solomon R. Guggenheim à New York et au Musée van Gogh à Amsterdam.[réf. nécessaire]
Divers artistes aujourd'hui célèbres ont également séjourné dans la villa. Plus tard, elle appartint à la famille de Sede et elle continuait d’accueillir d'autres artistes connus comme Marc Chagall.[réf. nécessaire]
La villa a été rachetée en 2010 par la mairie de Monthyon.
- Stèle commémorant le premier coup de canon (5 septembre 1914) de la bataille de l'Ourcq (entre Saint-Soupplets et Monthyon 49° 01′ 14″ N, 2° 49′ 05″ E), inaugurée le 12 septembre 1976.
- L'ancienne gare de Monthyon du tramway de Meaux à Dammartin transformée en maison d'habitation (le long de la RN 330).
- Passage du sentier de grande randonnée GR 1.

### Personnalités liées à la commune
- Henri Barbusse au 231e régiment d'infanterie en 1914.
- Eugène Boch (1855-1941), artiste peintre belge ami de Vincent van Gogh a habité la villa La Grimpette.
- Jean-Claude Brialy (1933-2007), acteur, réalisateur et scénariste y possédait le château de Monthyon, acquis en 1959 et légué en 2006 à la ville de Meaux[50]. Il y est mort en 2007.
- Jacques Chazot (1928-1993), danseur, écrivain et mondain parisien y est mort. Il est inhumé au cimetière communal.
- Julio González (1876-1942), sculpteur et peintre espagnol, avait acheté une maison de campagne dans le village en 1925 qu'il occupa jusqu'en 1940 et y effectua plusieurs sculptures figuratives sur la pierre de Monthyon entre 1933-1936, inspirées de la statuaire des cathédrales[52].
- Roberta González, née à Paris le 9 septembre 1909 et morte à Monthyon en 1976, artiste peintre et sculptrice française, fille unique du sculpteur Julio González.
- Jean-Baptiste de Montyon (1733-1820), philanthrope et économiste français, dernier baron de Montyon, fondateur d'un prix littéraire fondé en 1782 décerné par l'Académie française.